# Onthophagus fulvocinctus
Onthophagus fulvocinctus là một loài bọ cánh cứng trong họ Bọ hung (Scarabaeidae).